# Sainte-Opportune-du-Bosc
Sainte-Opportune-du-Bosc – miejscowość i gmina we Francji, w regionie Normandia, w departamencie Eure.
Według danych na rok 1990 gminę zamieszkiwało 278 osób, a gęstość zaludnienia wynosiła 34 osoby/km² (wśród 1421 gmin Górnej Normandii Sainte-Opportune-du-Bosc plasuje się na 633. miejscu pod względem liczby ludności, natomiast pod względem powierzchni na miejscu 452.).